# Donika Kastrioti

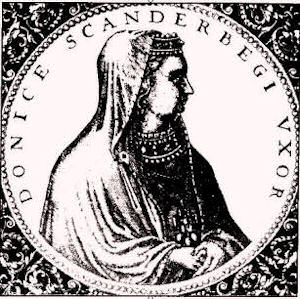
Donika Kastrioti, Gravur (1596) von Johann Theodor de Bry

Donika Kastrioti, vollständiger Name: Andronika Kastriota (geboren Arianiti Muzaka; italienisch Donica Castriota; * 1428 in Kanina; † zwischen 8. März 1505 und Anfang September 1506 in Valencia) war eine albanische Fürstin und Ehefrau von Skanderbeg. Nach dessen Tod und der anschließenden Flucht Donikas ins Königreich Neapel wurde sie eine enge Vertraute von König Ferdinand I., pflegte eine enge Freundschaft mit der Königsgattin Johanna von Aragón (auche: Johanna III.; 1454–1517) und war für deren Tochter Johanna IV. (1478–1518) wie eine Mutter.

## Leben
Donika Kastrioti wurde als Tochter des Fürsten Gjergj Arianiti († 1461) und seiner Ehegattin Maria Muzaka († 1444) in der Burg von Kanina geboren. Zu dieser Zeit herrschte ihr Vater über ein Fürstentum, dessen Bereich sich beidseits des Flusses Shkumbin im heutigen Mittelalbanien bis zur heutigen Stadt Bitola im Osten erstreckte.
Am 21. April 1451 heiratete sie im Kloster Ardenica Skanderbeg, der damit seine Beziehungen zur Adelsfamilie Arianiti stärken wollte. Zu dieser Zeit hatte sich Skanderbeg im Abkommen von Gaeta (26. März 1451) als Vasall dem Königreich Neapel unter Alfons I. verpflichtet und im Gegenzug den Schutz Neapels vor dem Osmanischen Reich erhalten.
1456 wurde ihr einziger Sohn Gjon Kastrioti II. geboren, der sich später mit Irena Branković, der Tochter des serbischen Despoten Lazar Branković, vermählte.
Mitten in den Kämpfen zwischen Osmanen und der von Skanderbeg geführten Liga von Lezha starb ihr Ehemann 1468 an Fieber und Donika Kastrioti sah sich danach gezwungen, mit ihrem Sohn nach Neapel zu flüchten, wo sie von König Ferdinand I. herzlich empfangen wurde und von ihm in seiner Residenz Castel Nuovo aus Dankbarkeit gegenüber dem verstorbenen Skanderbeg eine Bleibe angeboten bekam.
1477 heiratete Ferdinand I. seine Cousine Johanna von Aragón, die Tochter von Johann II. Mit Johanna hatte Donika Kastrioti eine tiefe und lange Freundschaft. 1496 zog Donika in eine Wohnung direkt über derjenigen Johannas.
Auch nach dem Tod Ferdinands I. und der Thronübernahme durch Friedrich I. im Jahr 1496 änderte sich nichts gegenüber der Familie Skanderbegs. Sie wurden auch weiterhin im Hof mit Respekt und Freundschaftlichkeit behandelt.
Am 7. September 1499 verließ die nun verwitwete Johanna III. Italien in Richtung Spanien, wohin ihr ihre Tochter, Donika und einige andere vom Königshof wenig später folgten. Die Gruppe um Johanna von Neapel schiffte am 2. und 3. August 1501 nach Sizilien ein, um im Juli 1502 nach Spanien weiterzusegeln.
Vom 8. März 1505 ist ein Brief von Donika Kastrioti erhalten, in dem sie sich in Würde über eine Plünderung spanischer Soldaten in Galatina beschwert.
Donika Kastrioti starb zwischen dem 8. März 1505 und Anfang September 1506, als Johanna von Aragón mit ihrer Tochter nach Neapel zurückkehrten. In ihrem Testament drückte Johanna von Aragón ihren Willen aus, dass die sterblichen Überreste ihrer Freundin von der Heiligen Dreifaltigkeitskirche in Valencia nach Neapel in eine  Kapelle der noch zu erbauenden Kirche des Klosters Santa Maria della Concenzione überführt werden sollten. Es scheint jedoch nicht so, dass der letzte Wille Johannas verwirklicht worden ist, sodass Donika Kastrioti heute womöglich immer noch in Valencia begraben liegt.